# Йохим, Джон
Джон Луис Йохим (англ. John Louis Joachim; 8 апреля 1874, Pomeroy, Огайо — 21 октября 1942, Сент-Луис, Миссури) — американский гребец, бронзовый призёр летних Олимпийских игр 1904.

## Биография
На Играх 1904 в Сент-Луисе Йохим участвовал только в соревнованиях двоек без рулевого вместе со своим соотечественником Джозефом Бюргером. В нём он занял третье место и получил бронзовую медаль.